# Jerzy Stuhr
Jerzy Oskar Stuhr (ur. 18 kwietnia 1947 w Krakowie, zm. 9 lipca 2024 tamże) – polski aktor teatralny, dubbingowy i filmowy, reżyser, filolog, pedagog i pisarz, profesor sztuk teatralnych.
Uznawany za jednego z najwybitniejszych i najpopularniejszych polskich aktorów. W swoich filmach i rolach aktorskich często prezentował losy polskiego inteligenta. Laureat Polskiej Nagrody Filmowej za rolę drugoplanową w filmie Persona non grata (2005) i nagrody specjalnej Orła za osiągnięcia życia (2018). W 2008 nagrodzony Złotą Kaczką i wybrany najlepszym aktorem komediowym stulecia. W latach 1990–1996 oraz 2002–2008 rektor Państwowej Wyższej Szkoły Teatralnej im. Ludwika Solskiego w Krakowie.

## Życiorys

### Rodzina i edukacja
Urodził się 18 kwietnia 1947 w Krakowie jako jedyne dziecko Tadeusza Stuhra (1916–2000) i Marii z domu Chorąży (1924–1984), którzy pobrali się 6 czerwca 1946. Jego matka była księgową w Miejskim Handlu Detalicznym oraz w teatrze Banialuka w Bielsku-Białej, a ojciec – prokuratorem. Pochodził z rodziny od pokoleń związanej z Krakowem, a pierwsi jej przedstawiciele – Anna z Thillów (1858–1930) oraz Leopold Stuhrowie (1846–1908) – przybyli do miasta z powiatu Mistelbach w Dolnej Austrii w 1879. Pradziadek aktora, Leopold Stuhr, należał do zamożnego mieszczaństwa; osiadłszy w Krakowie, kupił kamienicę przy Rynku Podgórskim i założył restaurację. Dziadkiem aktora był Leopold Antoni Stuhr (1884–1961), lecz Jerzy Stuhr dziadkiem nazywał jego starszego brata – Oskara Stuhra, adwokata i działacza Stronnictwa Narodowego.
Kiedy miał sześć lat, przeniósł się z rodzicami do Katowic, później do Cieszyna, aż w końcu osiedlili się w Bielsku-Białej, gdzie ukończył naukę w III Liceum Ogólnokształcącym im. Stefana Żeromskiego. Jako nastolatek był prześladowany w szkole przez rówieśników ze względu na swoje niemieckobrzmiące nazwisko. W okresie licealnym zaczął występować na scenie jako aktor i udzielał się w szkolnych kółkach teatralnych. Pracował także jako bileter i organizator widowni w Teatrze Banialuka w Bielsku-Białej.
W 1970 ukończył studia z polonistyki na Wydziale Filologicznym Uniwersytetu Jagiellońskiego, a dwa lata później obronił dyplom na Wydziale Aktorskim Państwowej Wyższej Szkoły Teatralnej w Krakowie. Podczas studiów udzielał się aktorsko w Kole Naukowym Studentów i pracował jako wodzirej w Estradzie Krakowskiej. W 1990 habilitował się w PWST w Krakowie. W 1994 uzyskał tytuł profesora sztuk teatralnych. Był członkiem Centralnej Komisji do Spraw Stopni i Tytułów. Wypromował doktorat Jacka Łumińskiego. W 2007 otrzymał tytuł doktora honoris causa Uniwersytetu Śląskiego w Katowicach.

### Kariera zawodowa
Rozpoczął pracę jako aktor w Starym Teatrze w Krakowie, w którym zadebiutował rolą Belzebuba w Dziadach, następnie zagrał m.in. Wysockiego w Nocy listopadowej, Piotra Wierchowieńskiego w Biesach i Jaszę w Wiśniowym sadzie, a jego ostatnią sztuką w tym teatrze był musical Szalona lokomotywa. Na wielkim ekranie zadebiutował jako stażysta w filmie Hieronima Przybyła Milion za Laurę (1971). W kolejnych latach zagrał epizody m.in. w filmach Andrzeja Żuławskiego, Jerzego Gruzy i Antoniego Krauze. Wziął udział, kreując postać reżysera Jerzego Burskiego, w zdjęciach próbnych do filmu Andrzeja Wajdy Człowiek z marmuru (1976).
W 1976 zagrał swoją pierwszą główną rolę filmową – Antoniego Gralaka, młodego mężczyznę, który po opuszczeniu zakładu karnego po trzech latach odsiadki próbuje ułożyć sobie nowe życie w realiach Polski lat 70. XX wieku, w filmie Krzysztofa Kieślowskiego Spokój (1980). W tym okresie zagrał jeszcze w dwóch innych filmach reżysera: asystenta Stefana Bednarza w Bliźnie (1976) i Filipa Mosza, głównego bohatera Amatora (1979). W 1978 premierę miały dwa filmy, w których zagrał główną rolę: Wodzirej Feliksa Falka i Seans Sławomira Idziaka, a także film Andrzeja Wajdy Bez znieczulenia, w którym zagrał drugoplanową postać adwokata Jerzego Porębowicza. Również w drugiej połowie lat 70. zaczął współprowadzić (z Bogusławem Sobczukiem) programy telewizyjne z cyklu Spotkanie z Balladą, co zapewniło mu ogólnopolską popularność.
W 1977 na 15. Krajowym Festiwalu Piosenki Polskiej w Opolu wykonał piosenkę pt. Śpiewać każdy może. Wykonanie celowo łamało konwencje przyjęte dla prezentacji festiwalowych przebojów. Piosenka została przyjęta przez publiczność z wielkim aplauzem i spotkała się z mieszanymi uczuciami jurorów, a ostatecznie zyskała popularność i doczekała się odniesień w polskiej popkulturze.
W 1980 wyjechał do Włoch, gdzie w kolejnych latach wystawiał spektakle teatralne. Nawiązał także współpracę pedagogiczną ze Szkołą Teatralną w Bolonii, Teatro Stabile w Trieście i Università degli Studi di Palermo oraz prowadził kursy aktorskie na Festiwalu Aktorów we Florencji. W 1982 za rolę w Mątwie Witkacego, wystawionej na Międzynarodowym Festiwalu Teatralnym w Spoleto, otrzymał Nagrodę Krytyki Włoskiej dla najlepszego aktora zagranicznego we Włoszech za „opanowanie języka włoskiego i jakość interpretacji”. W tym okresie zaczął występować z recitalem Patricka Süskinda Kontrabasista, który premierowo pokazał na festiwalu w Parmie.
Szeroką rozpoznawalność w Polsce zapewniła mu rola Maksa Paradysa w filmie Juliusza Machulskiego Seksmisja (1983). Umiejętności komediowe zaprezentował również w innych filmach z lat 80.: Kingsajz (1988), Dekalog X (1988) czy Obywatel Piszczyk (1989).
W 1990 został rektorem PWST w Krakowie i piastował to stanowisko przez kolejne sześć lat. W latach 1991–1993 był członkiem rady do spraw kultury przy Prezydencie RP.
W 1994 zadebiutował jako reżyser filmowy produkcją Spis cudzołożnic (1995), do której napisał także scenariusz i w której zagrał główną rolę (Gustawa). Następnie zagrał pięć ról w wyreżyserowanych przez siebie Historiach miłosnych (1997), za które otrzymał nagrodę za najlepszy film zagraniczny na festiwalu filmowym we Włoszech (Cinecittà) i które zaprezentował na Międzynarodowym Festiwalu Filmowym w Wenecji. Wykreował także komediową postać komisarza Ryby w filmie Juliusza Machulskiego Kiler (1997) oraz w jego kontynuacji, Kiler-ów 2-óch (1999). W 1998 otrzymał nagrodę Narodowego Syndykatu Włoskich Dziennikarzy Filmowych oraz został członkiem Europejskiej Akademii Filmowej. Użyczył głosu Osłowi w polskiej wersji filmu animowanego Shrek (2001) oraz jego kontynuacjach. W latach 2000. nagrał serię audiobooków z baśniami Hansa Christiana Andersena na zlecenie wydawnictwa Media Rodzina. Współpracował z RMF FM przy kampanii „Prawda czy fałsz?” oraz czytał Przygody dobrego wojaka Szwejka. Został członkiem rady programowej radia RMF Classic.

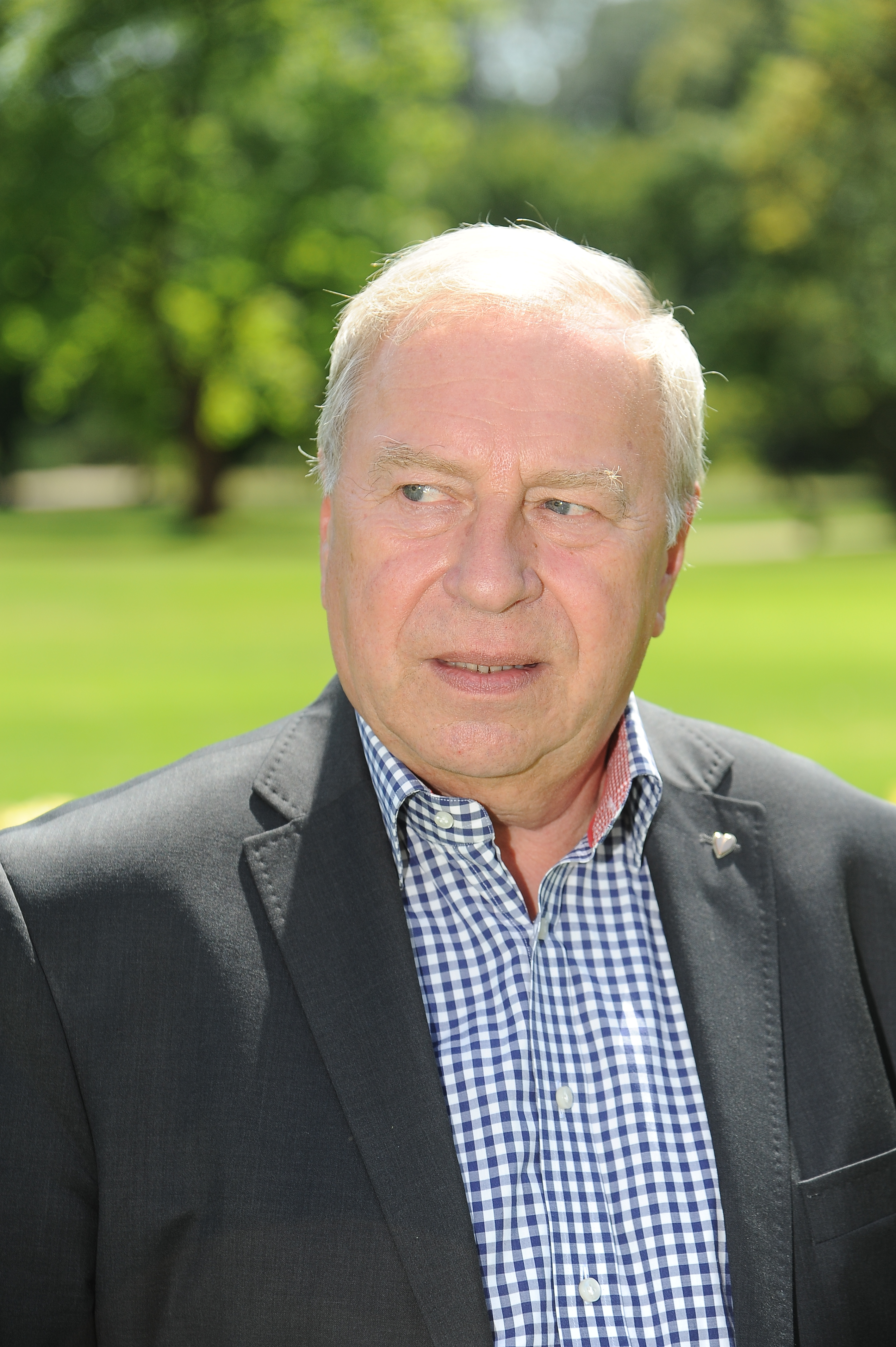
Stuhr (2015)

W latach 2002–2008 ponownie piastował stanowisko rektora krakowskiej PWST. Zagrał główną rolę w wyreżyserowanym przez siebie filmie Pogoda na jutro (2003), za który otrzymał wiele międzynarodowych nagród, m.in. Nagrodę Fipresci na Międzynarodowym Festiwalu Filmowym w Wiesbaden oraz nagrody publiczności na Międzynarodowym Festiwalu Operatorów Filmowych „Manaki Brothers” w Macedonii i na 27. Międzynarodowym Festiwalu Filmowym w Denver. W 2004 na łamach „Gazety Krakowskiej” zaczęły być publikowane jego rozmowy z Marią Malatyńską. W 2005 otrzymał nagrodę im. Roberta Bressona od Papieskiej Rady Kultury. W 2006 otrzymał Krakowski Laur „dla człowieka godzącego sztukę, naukę i biznes”. Zagrał epizodyczną rolę w wyreżyserowanym przez siebie filmie Korowód (2007). Zagrał z Maciejem Stuhrem w filmie Obywatel (2014), którego był także reżyserem.

### Działalność społeczna

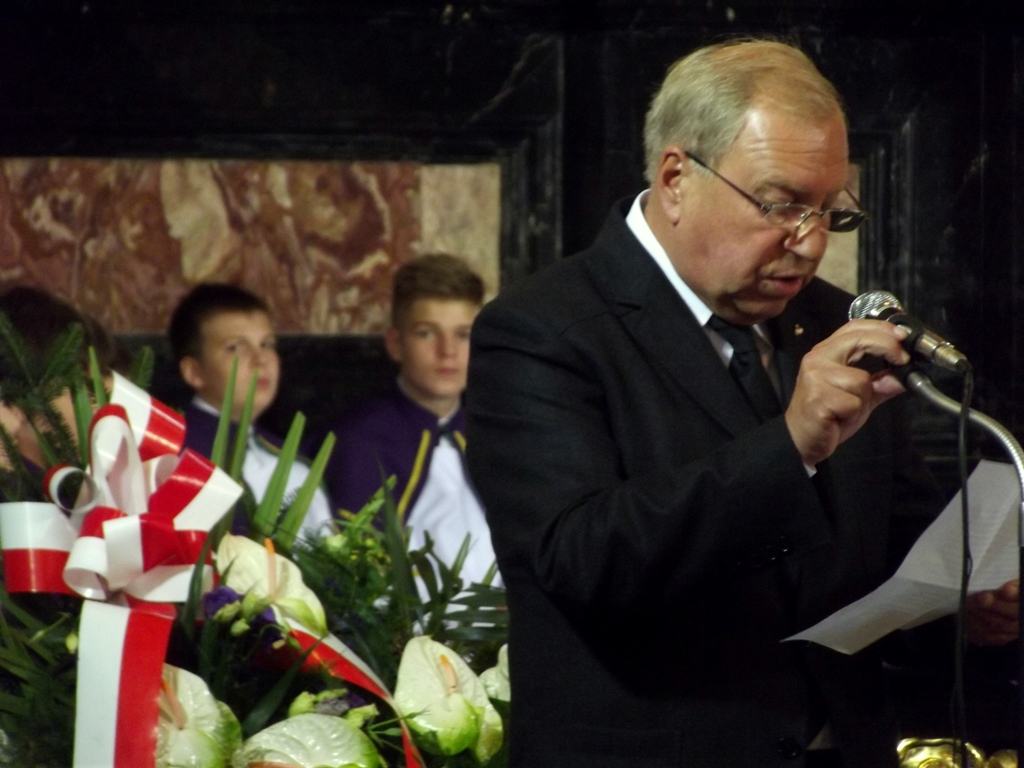
Stuhr podczas uroczystości pogrzebowych Sławomira Mrożka (2013)

Wielokrotnie zabierał głoś w kwestiach społecznych i politycznych, a także działał na rzecz organizacji społecznych i charytatywnych. W latach 2005–2017 pełnił funkcję przewodniczącego rady fundacji Krakowskiego Hospicjum dla Dzieci im. ks. Józefa Tischnera. Współpracował też m.in. z Fundacją im. Ks. Jana Kaczkowskiego, działając na rzecz chorych onkologicznie. Od 2006 był członkiem rady programowej Fundacji Centrum Twórczości Narodowej.

## Życie prywatne

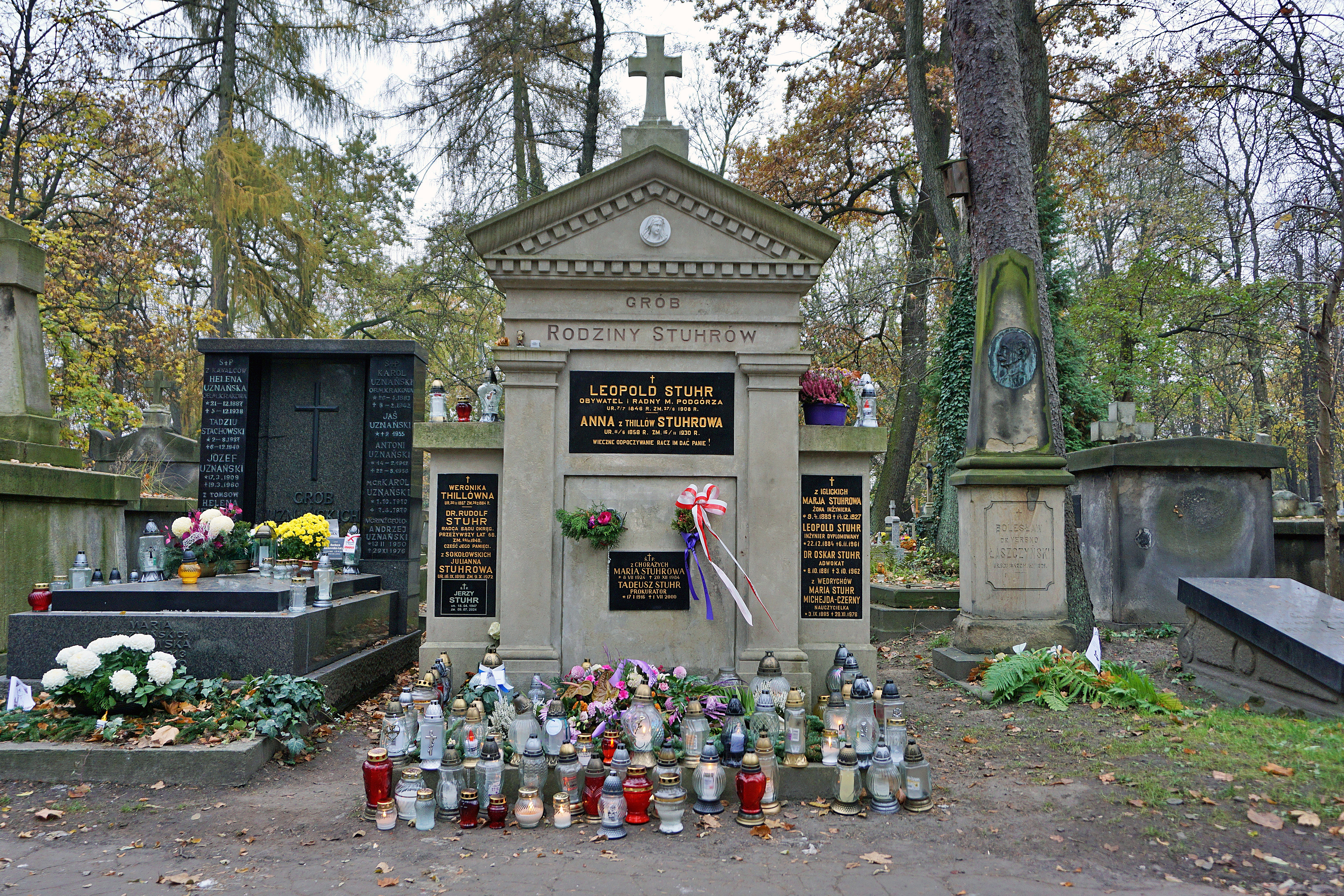
Grobowiec rodziny Stuhrów na cmentarzu Rakowickim

W 1971 poślubił Barbarę Kóskę, skrzypaczkę (późniejszą artystkę Capelli Cracoviensis i założycielkę zespołu Amar Corde), z którą znał się od dzieciństwa. Miał dwoje dzieci: Macieja (ur. 1975) i Mariannę (ur. 1982).
Określał się jako „Mitteleuropejczyk”. W jednym z wywiadów stwierdził, że najbliższe jego poglądom były postulaty lewicy.
Interesował się piłką nożną; kibicował Polonii Bytom i Wiśle Kraków, w której barwach w 1988 wystąpił w pokazowym meczu piłkarskim. Został ambasadorem rozgrywanych w Polsce i na Ukrainie Mistrzostw Europy 2012.
17 października 2022 w Krakowie spowodował kolizję drogową – potrącił motocyklistę, prowadząc pojazd w stanie nietrzeźwości, następnie według relacji ofiary próbował uciec z miejsca wypadku. 30 czerwca 2023 Sąd Okręgowy w Krakowie skazał prawomocnie Jerzego Stuhra na karę 12 tys. zł grzywny i zakaz prowadzenia pojazdów na okres trzech lat. Nakazał także zapłatę 6 tys. zł na Fundusz Pomocy Pokrzywdzonym oraz Pomocy Postpenitencjarnej. Z krytyką spotkały się późniejsze wypowiedzi Jerzego Stuhra, w których bagatelizował wypadek i twierdził, że to on jest jego ofiarą ze względu na nagonkę medialną, jaka go spotkała.
W 1988 przeszedł zawał serca, a swoje życie po chorobie opisał w książce pt. „Sercowa choroba, czyli moje życie w sztuce” z 1992. We wrześniu 2011 zdiagnozowano u niego nowotwór krtani. W lutym 2016 przeszedł drugi zawał serca. 13 lipca 2020 przeszedł udar mózgu. W 2023 u aktora nastąpiła wznowa nowotworu; przeszedł wówczas zabieg usunięcia krtani.
Zmarł w Krakowie 9 lipca 2024. 17 lipca 2024, po mszy w kościele św. Piotra i Pawła odprawionej pod przewodnictwem kard. Grzegorza Rysia, jego prochy spoczęły w grobie rodzinnym na cmentarzu Rakowickim w Krakowie (kwatera PAS 54-płn-po lewej Łaszczyńskich).

## Role teatralne
- Kontrabasista w Kontrabasiście Patricka Süskinda
- Sekretarz w Życiorysie Krzysztofa Kieślowskiego
- Belzebub w Dziadach Adama Mickiewicza
- Piotr Stiepanowicz Wierchowieński w Biesach Fiodora Dostojewskiego
- Piotr Wysocki w Nocy listopadowej Stanisława Wyspiańskiego
- AA w Emigrantach Sławomira Mrożka
- Horodniczy w Rewizorze Nikołaja Gogola
- Porfiry Pietrowicz w Zbrodni i karze Fiodora Dostojewskiego
- Król Ryszard w Ryszardzie III Williama Shakespeare’a w Teatrze Ludowym w Krakowie
- Volpone w Volpone albo lis Bena Jonsona w Teatrze Telewizji
- Radost w Ślubach panieńskich Aleksandra Fredry w Teatrze Telewizji

## Filmografia
| Rok  | Tytuł                                         | Rola                                                                   | Reżyseria             |
| ---- | --------------------------------------------- | ---------------------------------------------------------------------- | --------------------- |
| 1971 | Trzecia część nocy                            | laborant                                                               | Andrzej Żuławski      |
| 1971 | Milion za Laurę                               | syn górala                                                             | Hieronim Przybył      |
| 1972 | Na wylot                                      | brat Malisza                                                           | Grzegorz Królikiewicz |
| 1973 | Przyjęcie na dziesięć osób plus trzy          | gość przed pośredniakiem                                               | Jerzy Gruza           |
| 1974 | Die Schlüssel                                 | prowadzący juwenalia                                                   | Egon Günther          |
| 1975 | Strach                                        | robotnik                                                               | Antoni Krauze         |
| 1976 | Spokój                                        | Antoni Gralak                                                          | Krzysztof Kieślowski  |
| 1976 | Próba ciśnienia                               | mężczyzna                                                              | Tadeusz Junak         |
| 1976 | Blizna                                        | asystent                                                               | Krzysztof Kieślowski  |
| 1977 | Wodzirej                                      | Lutek                                                                  | Feliks Falk           |
| 1978 | Seans                                         | Tomek                                                                  | Sławomir Idziak       |
| 1978 | Bez znieczulenia                              | Jerzy Porębowicz                                                       | Andrzej Wajda         |
| 1978 | Aktorzy prowincjonalni                        | recenzent                                                              | Agnieszka Holland     |
| 1979 | Szansa                                        | historyk Ejmont                                                        | Feliks Falk           |
| 1979 | Amator                                        | Filip                                                                  | Krzysztof Kieślowski  |
| 1979 | Útközben                                      | aktor                                                                  | Márta Mészáros        |
| 1980 | Wizja lokalna 1901                            | radca Wagner                                                           | Filip Bajon           |
| 1980 | Ćma                                           | „elegancki”                                                            | Tomasz Zygadło        |
| 1981 | Przypadek                                     | działacz ZSMP                                                          | Krzysztof Kieślowski  |
| 1981 | Wojna światów – następne stulecie             | prawnik                                                                | Piotr Szulkin         |
| 1981 | Z dalekiego kraju                             | inżynier                                                               | Krzysztof Zanussi     |
| 1982 | Matka Królów                                  | ubek                                                                   | Janusz Zaorski        |
| 1983 | Seksmisja                                     | Maks Paradys                                                           | Juliusz Machulski     |
| 1983 | Wir                                           | fotograf                                                               | Henryk Jacek Schoen   |
| 1983 | Przeznaczenie                                 | naczelny                                                               | Jacek Koprowicz       |
| 1984 | Rok spokojnego słońca                         | Adzio                                                                  | Krzysztof Zanussi     |
| 1984 | O-bi, o-ba. Koniec cywilizacji                | Soft                                                                   | Piotr Szulkin         |
| 1984 | Medium                                        | Netz                                                                   | Jacek Koprowicz       |
| 1985 | Ga, ga. Chwała bohaterom                      | urzędnik Chudy                                                         | Piotr Szulkin         |
| 1986 | Ucieczka                                      | Czesio                                                                 | Tomasz Szadkowski     |
| 1986 | Bohater roku                                  | Lutek                                                                  | Feliks Falk           |
| 1987 | Śmierć Johna L.                               | górnik                                                                 | Tomasz Zygadło        |
| 1987 | Pociąg do Hollywood                           | reżyser                                                                | Radosław Piwowarski   |
| 1987 | Łuk Erosa                                     | docent Ciąglewicz                                                      | Jerzy Domaradzki      |
| 1987 | Kingsajz                                      | nadszyszkownik Kilkujadek                                              | Juliusz Machulski     |
| 1988 | Obywatel Piszczyk                             | Piszczyk                                                               | Andrzej Kotkowski     |
| 1988 | Dekalog X                                     | Jerzy                                                                  | Krzysztof Kieślowski  |
| 1989 | Deja vu                                       | Johnny Pollack                                                         | Juliusz Machulski     |
| 1990 | Życie za życie. Maksymilian Kolbe             | włoski prałat                                                          | Krzysztof Zanussi     |
| 1993 | Uprowadzenie Agaty                            | Ojciec                                                                 | Marek Piwowski        |
| 1993 | Trzy kolory. Biały                            | Jurek                                                                  | Krzysztof Kieślowski  |
| 1994 | Spis cudzołożnic                              | Gustaw                                                                 | on sam                |
| 1996 | Matka swojej matki                            | Roman                                                                  | Robert Gliński        |
| 1997 | Kiler                                         | komisarz Ryba                                                          | Juliusz Machulski     |
| 1997 | Historie miłosne                              | pięć ról: adiunkt, ksiądz, pułkownik Jerzy Matałowski, więzień, petent | on sam                |
| 1999 | Kiler-ów 2-óch                                | komisarz Ryba                                                          | Juliusz Machulski     |
| 1999 | Tydzień z życia mężczyzny                     | Adam                                                                   | on sam                |
| 2000 | Duże zwierzę                                  | Zygmunt Sawicki                                                        | on sam                |
| 2001 | Down House                                    | generał Iwolgin                                                        | Roman Kaczanow        |
| 2003 | Show                                          | prezes stacji                                                          | Maciej Ślesicki       |
| 2003 | Pogoda na jutro                               | Józef Kozioł                                                           | on sam                |
| 2005 | Persona non grata                             | radca ambasady RP                                                      | Krzysztof Zanussi     |
| 2005 | Doskonałe popołudnie                          | Andrzej                                                                | Przemysław Wojcieszek |
| 2006 | Il caimano                                    | Jerzy                                                                  | Nanni Moretti         |
| 2007 | Korowód                                       | rektor                                                                 | on sam                |
| 2009 | Gwiazda Kopernika                             | Paul van de Volder (głos)                                              | Zdzisław Kudła        |
| 2010 | Mistyfikacja                                  | Witkacy                                                                | Jacek Koprowicz       |
| 2010 | Io sono con te                                | mężczyzna                                                              | Guido Chiesa          |
| 2010 | Mundo Invisível. Tributo ao Público de Cinema | on sam                                                                 | on sam                |
| 2011 | Habemus papam                                 | Rajski, rzecznik prasowy                                               | Nanni Moretti         |
| 2012 | L’ultimo papa re                              | przeor jezuitów                                                        | Luca Manfredi         |
| 2014 | Obywatel                                      | Jan Bratek                                                             | on sam                |
| 2015 | Smok                                          | hejnalista                                                             | Tomasz Bagiński       |
| 2018 | Rimetti a noi i nostri debiti                 | profesor                                                               | Antonio Morabito      |
| 2021 | Sonata                                        | profesor Henryk Skarżyński                                             | Bartosz Blaschke      |

| Rok  | Tytuł                         | Rola                        | Reżyseria           |
| ---- | ----------------------------- | --------------------------- | ------------------- |
| 1972 | Odejścia, powroty             | dyżurny (odc.3)             | Wojciech Marczewski |
| 1979 | Z biegiem lat, z biegiem dni… | Alfons Fikalski (odc. 1, 5) | Andrzej Wajda       |
| 2022 | Mój agent                     | on sam (odc. 3)             | Julia Kolberger     |

### Polski dubbing
- 1998: Mulan – Mushu
- 2000: Larry 7: Miłość na Fali – Larry
- 2001: Shrek – Osioł
- 2004: Shrek 2 – Osioł
- 2004: Mulan II – Mushu
- 2007: Shrek Trzeci – Osioł
- 2007: Pada Shrek – Osioł
- 2010: Shrek Forever – Osioł
- 2010: Święty Mikołaj – dorosły Święty Mikołaj
- 2010: Shrek ma wielkie oczy – Osioł
- 2010: Shrek 3-D – Osioł
- 2011: Smerfy – Gargamel
- 2011: Opowieść Wigilijna Smerfów – Gargamel
- 2013: Smerfy 2 – Gargamel
- 2017: Gnomy rozrabiają – Dziadunio
- 2017: Twój Vincent – listonosz Joseph Roulin[75]
- 2018: Mowgli: Legenda dżungli – Akela
- 2019: Król lew – Rafiki
- 2021: Kajko i Kokosz – Dziad Borowy (odc. 12)[76]

### Reżyseria
- 1994: Spis cudzołożnic
- 1997: Historie miłosne
- 1999: Tydzień z życia mężczyzny
- 2000: Duże zwierzę
- 2003: Pogoda na jutro
- 2007: Korowód
- 2011: Mundo Invisível. Tributo ao Público de Cinema (Jerzy Stuhr był reżyserem i autorem scenariusza jednego z segmentów filmu[77])
- 2014: Obywatel

## Dyskografia
- 1977: Śpiewać każdy może (sł. Jonasz Kofta, muz. Stanisław Syrewicz[78]; album Płytoteka Dziennika: Poeci Piosenki: Jonasz Kofta, wydanie 2007)[79]

## Publikacje książkowe

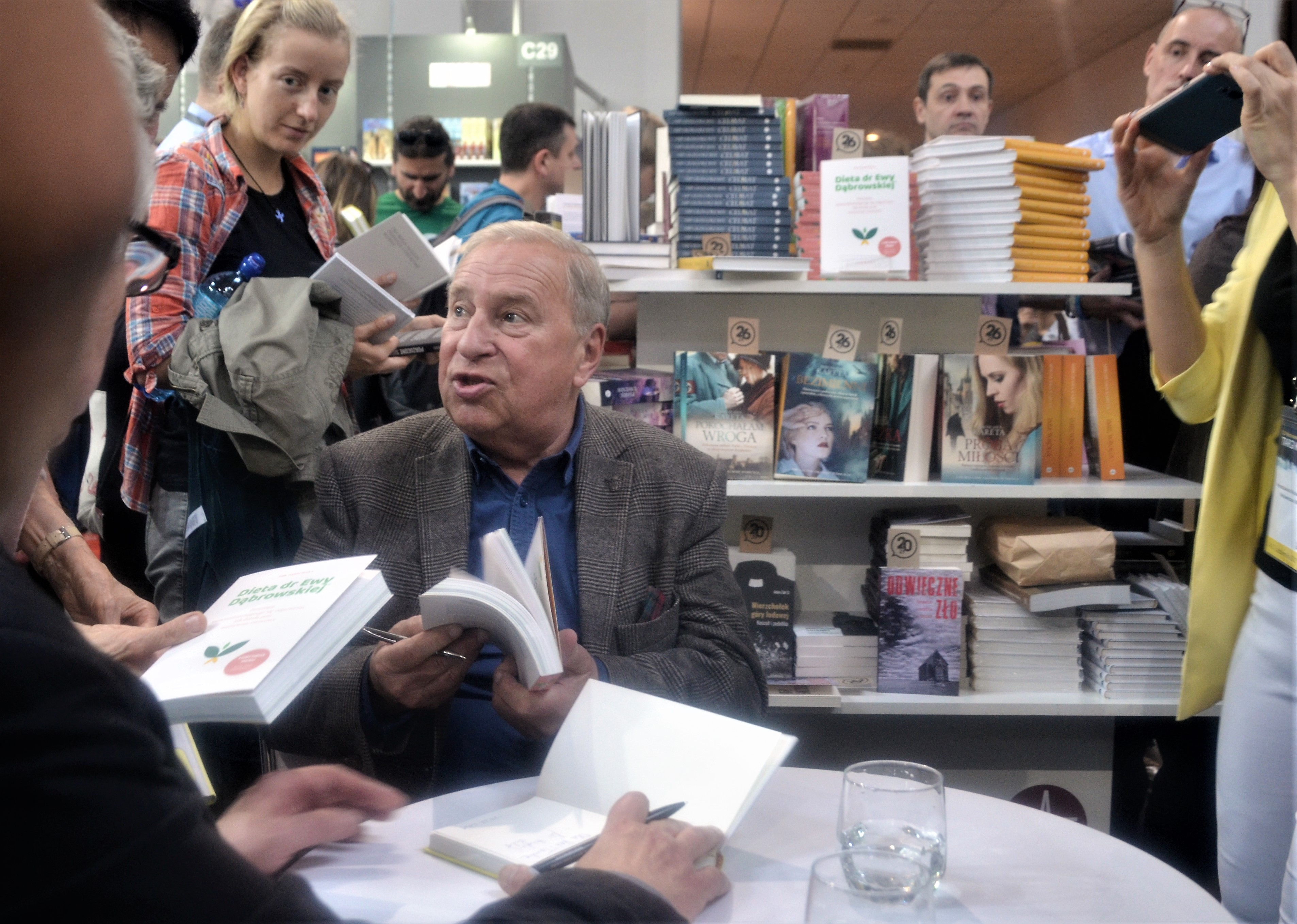
Jerzy Stuhr podczas spotkania autorskiego w Krakowie (2019)

- Sercowa choroba, czyli moje życie w sztuce. Czytelnik, Warszawa 1992.
- Ucieczka do przodu! Jerzy Stuhr od A do Z w wywiadach Marii Malatyńskiej. Znak, Kraków 2007.
- Stuhrowie. Historie rodzinne. Wydawnictwo Literackie, Kraków 2008.
- Tak sobie myślę… Wydawnictwo Literackie, Kraków 2012.
- Obywatel Stuhr. Z Jerzym i Maciejem rozmawia Ewa Winnicka. Znak, Kraków 2014.
- Kto tam zerka na Kacperka? (wspólnie z Marianną Bończą-Stuhr). Wydawnictwo Literackie, Kraków 2014.
- Ja kontra bas. Wydawnictwo Literackie, Kraków 2015.
- Myśmy się uodpornili. Rozmowy o dojrzałości. Współautor ks. Andrzej Luter. Mando, 2019.
- Bieg po linie. O sztuce, polityce i świecie rozmawiała Maria Malatyńska. Mando, 2023.

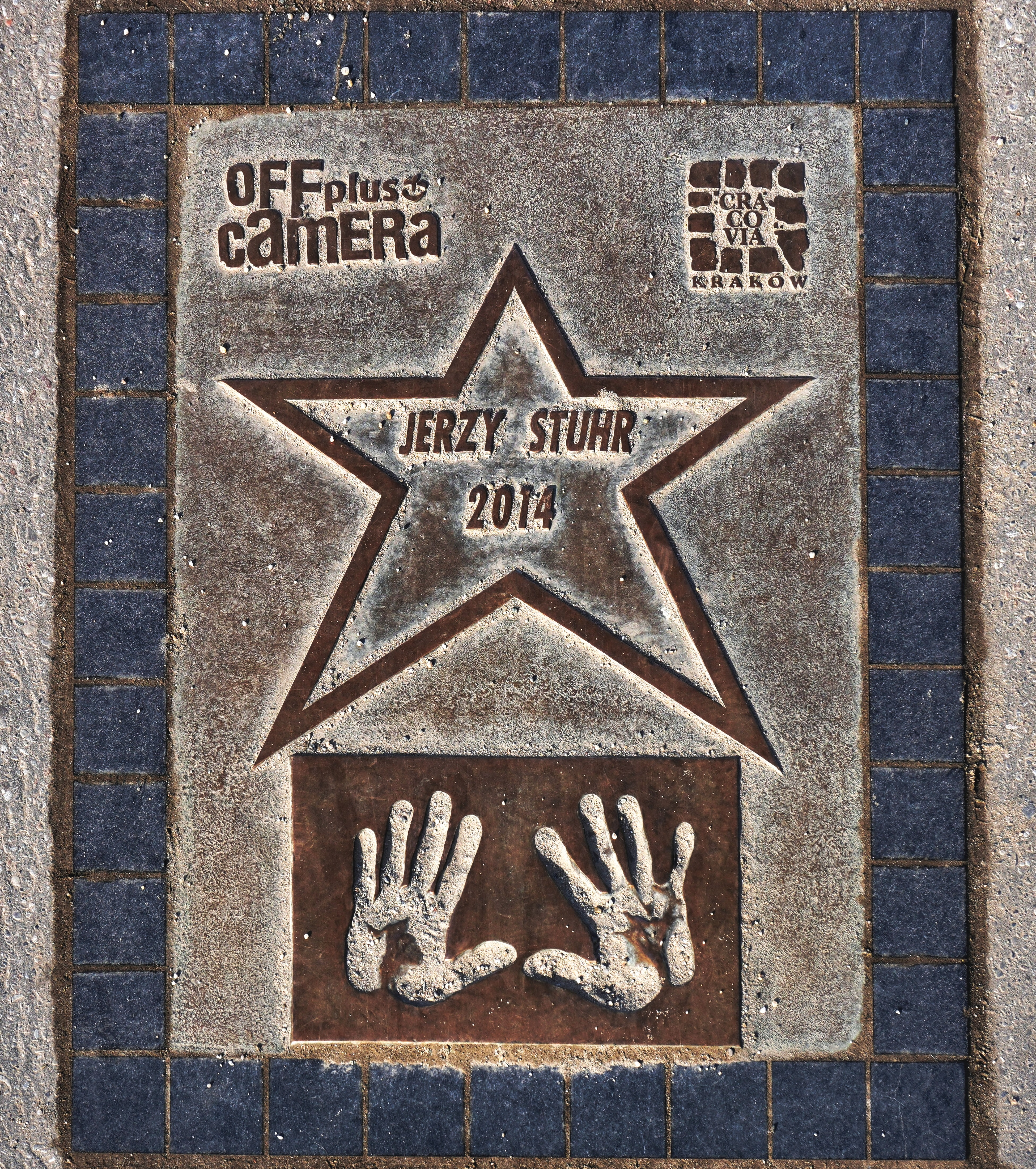
Gwiazda Jerzego Stuhra na Alei Gwiazd w Krakowie

## Ordery i odznaczenia
- 2011 – Krzyż Komandorski z Gwiazdą Orderu Odrodzenia Polski[80]
- 1997 – Krzyż Komandorski Orderu Odrodzenia Polski[81]
- 1979 – Złoty Krzyż Zasługi[82]
- 2005 – Złoty Medal „Zasłużony Kulturze Gloria Artis”[83][84]
- 2012 – Odznaka „Honoris Gratia”[85]
- 2014 – Order Uśmiechu[86] oraz członek Międzynarodowej Kapituły Orderu Uśmiechu (2016)[87]
- 2000 – Krzyż Kawalerski Orderu Zasługi Republiki Włoskiej[88]

## Nagrody i wyróżnienia
- 1979 – Brązowe Lwy Gdańskie 6. Festiwalu Polskich Filmów Fabularnych dla najlepszego aktora
- 1987 – Brązowe Lwy Gdańskie 12. Festiwalu Polskich Filmów Fabularnych za najlepszą rolę drugoplanową
- 1988 – Nagroda Sekcji Krytyków Teatralnych Polskiego Ośrodka Międzynarodowego Instytutu Teatralnego przyznana w ramach nagrody im. Stanisława Ignacego Witkiewicza za popularyzację polskiej kultury teatralnej za granicą[89]
- 1994 – Nagroda Specjalna Jury 19. Festiwalu Polskich Filmów Fabularnych za film Spis cudzołożnic
- 1995 – Nagroda Miasta Krakowa[90]
- 1997 – Złote Lwy 22. Festiwalu Polskich Filmów Fabularnych za film Historie miłosne
- 1997 – Paszport „Polityki”[91]
- 1999 – Nagroda Specjalna Jury 24. Festiwalu Polskich Filmów Fabularnych za film Tydzień z życia mężczyzny
- 2005 – Orzeł – nagroda za najlepszą drugoplanową rolę męską za film Persona non grata
- 2006 – Laur Krakowa XXI wieku[50]
- 2007 – Nagroda za najlepszy scenariusz 32. Festiwalu Polskich Filmów Fabularnych za film Korowód
- 9 listopada 2007 został doktorem honoris causa Uniwersytetu Śląskiego w Katowicach[92], gdzie też był wykładowcą[93]
- 12 listopada 2008 – Złota Kaczka, dla najlepszego aktora komediowego stulecia
- Nagroda Krakowska Książka Miesiąca - przyznana przez Śródmiejski Ośrodek Kultury w Krakowie za książkę Stuhrowie. Historie rodzinne, wydaną przez Wydawnictwo Literackie
- 19 maja 2012 – Wielka Nagroda Festiwalu „Dwa Teatry – Sopot 2012” za wybitne kreacje aktorskie w Teatrze Polskiego Radia i Teatrze Telewizji (razem z Anną Seniuk)[94].
- 12 listopada 2012 – Złote Berło, nagroda Fundacji Kultury Polskiej za „wspaniałe dzieła teatralne i filmowe, przejmujące i porywające kreacje aktorskie oraz refleksyjną i niebanalną memuarystykę”[95].
- 2012 – Perła Honorowa Polskiej Gospodarki w kategorii kultura[96]
- 2014 – Kamień Optymizmu oraz tytuł Aktora NieZwykłego na Festiwalu Filmów-Spotkań NieZwykłych w Sandomierzu
- 20 września 2014 – Nagroda Specjalna Jury 39. Festiwalu Filmowego w Gdyni za film Obywatel
- 24 sierpnia 2017 – Mocny Solanin na 9. Solanin Film Festiwal 2017 za „walkę o przyzwoitość, szlachetność i dobro zarówno na scenie, jak i w codziennym życiu.”[97]
- 9 marca 2018 – Orzeł 2018 za osiągnięcia życia[98]
- 2020 – Nagroda 100-lecia ZAiKS-u[99]
- 2021 – tytuł Ambasadora Polszczyzny w Mowie[100]